# 柯氏黛眼蝶
柯氏黛眼蝶（Lethe christophi）也稱棕褐黛眼蝶、深山蔭蝶、深山竹眼蝶、單珠竹眼蝶、深山黛眼蝶，是黛眼蝶屬中的一種蝴蝶。

## 描述
本種為中型眼蝶，雌雄外觀相近，性別差異不明顯。
體背暗褐至赭褐色，腹面淺褐或乳黃色。雄蝶頭、胸、足多為褐色，前足特化為刷狀、跗節退化、有刺。雌蝶前足正常、有刺、跗節具分節。觸角黑褐，帶乳白紋，末端裸露；複眼具毛，後緣乳白色。口器與下唇鬚為褐色，下唇鬚側面有乳白條紋。
前翅長34-40 mm，呈直角三角形，前緣微凸，後緣近直；R脈基部膨大如紡錘狀。後翅卵形或扇形，外緣略波狀，M3脈末端略突出或具小尾突。
翅背底色黃褐至赭褐，前翅中央略有模糊乳黃小紋（雌），後翅外緣有一列淺色帶或黑褐紋，翅端常見模糊小點列。翅腹面底色偏淡黃褐，外側具弧形眼紋列，前翅3～4枚內凹排列，後翅6枚外凸排列，並鑲黃色或灰色細環。前翅中室有紅褐短線，末端與後翅皆有一紅褐線。全翅中央並有兩道紅褐色或暗褐色細線貫穿，M2室外側常見斑紋。亞外緣處具淡褐直線。緣毛為白褐相間。
雄蝶後翅CuA1與CuA2室具灰色性標；雌蝶無性標，翅色稍淺。

## 分布
本種分布於中國華西地區與台灣。台灣地區於本島中高海拔地區可見
。

## 生態習性
本種幼蟲以禾本科玉山箭竹為食，一年應有二世代，成蝶飛行快速，主要於春末至夏季活動。

## 資料來源
1. 1 2  徐堉峰，梁家源，黃智偉，沈宗諭. . 農業部林業及自然保育署. 2021/12. ISBN 9786267100523.
2. ↑  徐堉峰. . 台中市: 晨星出版社. 2013. ISBN 978-986-177-668-2.

## 外部連結
- 维基共享资源上的相關多媒體資源：柯氏黛眼蝶